# Chasenella
Chasenella is een geslacht van hooiwagens uit de familie Sclerosomatidae.
De wetenschappelijke naam Chasenella is voor het eerst geldig gepubliceerd door Roewer in 1955. 

## Soorten
Chasenella omvat de volgende 2 soorten:
- Chasenella luma
- Chasenella pakka